# Margaretta rajui
Margaretta rajui är en mossdjursart som beskrevs av Ratna Guha och Gopikrishna 2007. Margaretta rajui ingår i släktet Margaretta och familjen Margarettidae. Inga underarter finns listade i Catalogue of Life.